# 九山顶
九山顶，位于中国天津市蓟县和河北兴隆县交界处，海拔1078.5米，是天津的最高点。九山顶所处的九山顶自然风景区是国家2A级景区，该景区有1200余种植物和70多种动物。